# Vailia salicina
Vailia salicina är en oleanderväxtart som först beskrevs av Joseph Decaisne, och fick sitt nu gällande namn av G. Morillo. Vailia salicina ingår i släktet Vailia och familjen oleanderväxter. Inga underarter finns listade i Catalogue of Life.